# امبر هریس
امبر هریس (انگلیسی: Amber Harris؛ زادهٔ ۱۶ ژانویهٔ ۱۹۸۸) بازیکن بسکتبال اهل ایالات متحده آمریکا است.